# Theridion sabinjonis
Theridion sabinjonis är en spindelart som beskrevs av Embrik Strand 1913. Theridion sabinjonis ingår i släktet Theridion och familjen klotspindlar. Inga underarter finns listade i Catalogue of Life.